# Ella Junnila
Ella Junnila (6 dicembre 1998) è un'altista finlandese, detentrice del record nazionale della specialità.
È figlia della lunghista Ringa Ropo-Junnila, partecipante ai Giochi olimpici di Barcellona 1992.

## Palmarès
| Anno | Manifestazione      | Sede      | Evento        | Risultato | Prestazione | Note                                     |
| ---- | ------------------- | --------- | ------------- | --------- | ----------- | ---------------------------------------- |
| 2017 | Europei U20         | Grosseto  | Salto in alto | 20ª (q)   | 1,77 m      |                                          |
| 2018 | Europei             | Berlino   | Salto in alto | 25ª (q)   | 1,86 m      |                                          |
| 2019 | Europei indoor      | Glasgow   | Salto in alto | 25ª (q)   | 1,85 m      |                                          |
| 2019 | Europei U23         | Gävle     | Salto in alto | Bronzo    | 1,92 m      |                                          |
| 2019 | Mondiali            | Doha      | Salto in alto | 28ª (q)   | 1,80 m      |                                          |
| 2021 | Europei indoor      | Toruń     | Salto in alto | Bronzo    | 1,96 m      | Record nazionale                         |
| 2021 | Giochi olimpici     | Tokyo     | Salto in alto | 22ª (q)   | 1,86 m      |                                          |
| 2022 | Mondiali            | Eugene    | Salto in alto | 18ª (q)   | 1,86 m      |                                          |
| 2022 | Europei             | Monaco    | Salto in alto | 19ª (q)   | 1,78 m      |                                          |
| 2023 | Giochi universitari | Chengdu   | Salto in alto | 4ª        | 1,84 m      |                                          |
| 2023 | Mondiali            | Budapest  | Salto in alto | 13ª       | 1,90 m      |                                          |
| 2024 | Europei             | Roma      | Salto in alto | 5ª        | 1,93 m      | Miglior prestazione personale stagionale |
| 2024 | Giochi olimpici     | Parigi    | Salto in alto | 28ª (q)   | 1,83 m      |                                          |
| 2025 | Europei indoor      | Apeldoorn | Salto in alto | 18ª (q)   | 1,80 m      |                                          |